# Chino Ba-Shu
El chino Ba–Shu o antiguo sichuanés es una lengua sinítica extinta hablada anteriormente en lo que hoy es Sichuan y Chongqing, en China central.

## Historia e influencias
El chino Ba-Shu se describió por primera vez en el libro Fangyan durante la dinastía Han occidental (206 a. C.-8 d. C.) y representó una de las primeras escisiones del chino antiguo.   Comenzó a desaparecer durante el último período de la dinastía Song del Sur debido a la conquista mongola de China, que resultó en una masacre extendida por toda la cuenca de Sichuan. El idioma fue reemplazado por el mandarín del suroeste después del asentamiento de personas de otras partes de China, principalmente de las actuales provincias de Hubei y Hunan.
Algunos aspectos fonológicos del chino Ba-Shu se conservan en el dialecto de Minjiang del mandarín sichuanés, por lo que se ha argumentado sobre si el dialecto es una variante del mandarín del suroeste o un descendiente moderno del Ba-Shu.  

## Fonología
Aunque el idioma Ba-Shu está extinto, se pueden encontrar algunas características fonológicas de las rimas investigando el uso de las rimas por parte de los literatos y poetas locales en sus obras. Liu Xiaonan (2014) asumió que aunque escribían versos en el chino estándar de la dinastía Song, debido a que su lengua materna era el Ba-Shu, sus versos rimaban en el acento Ba-Shu. 
Según la investigación de Liu, hay evidencia suficiente para asumir que un número significativo de fusiones de codas habían tenido lugar o estaban teniendo lugar en el idioma Ba-Shu durante la dinastía Song: 
- * i(ə)m y *i(ə)n a menudo fusionado como *-n (真侵部合併).
- * i(ə)n y *i(ə)ŋ a menudo fusionado como *-n (真青部合併), este progreso se puede abreviar como /*im/ > /*in/ < /*iŋ/.
- * an y *aŋ a veces fusionado como *-n.
- * am y *an a veces fusionado como *-n.
  - Lo mismo ocurre, que puede abreviarse como /*am/ > /*an/ < /*aŋ/.
- * -t , * -k y * -p probablemente todos fusionados como *-ʔ , y a veces se eliminan por completo (especialmente en el oeste de la cuenca de Sichuan).

## Vocabulario
El idioma Ba-shu tenía algunas palabras únicas que los eruditos identificaron como posiblemente influenciadas por el antiguo idioma  Shu.
| Palabra | Periodo registrado                                                                       | Traducción                                                          | Pronunciación de chino medio ( Zhengzhang ) | Chino estándar | Nota |
| ------- | ---------------------------------------------------------------------------------------- | ------------------------------------------------------------------- | ------------------------------------------- | -------------- | --- |
| 逼      | finales de las dinastías del Norte y del Sur hasta principios de la dinastía Sui, c. 600 | 'bolita'                                                            | *pɨkD                                       | bī             | Yan Zhitui - Instrucciones de la familia Yan : "Fomentar el aprendizaje" 吾在益州，与数人同坐，初晴日晃，见地上小光，问左右：“此是何物？”有一蜀竖就视，答云：“是豆逼耳。”相顾愕然，不知所谓。命取将来，乃小豆也。命取将来，乃小豆也。吾云：“三苍、说文，此字白下为匕，皆训粒，通俗文音方力反。”众皆欢悟 "Cuando estaba sentado con varias personas en Yizhou, vi un pequeño [punto] de luz en el suelo cuando brillaba el sol y les pregunté: "¿Qué es esto? " Un niño Shǔ (蜀) lo miró y respondió: "Es un豆逼. " Se miraron desconcertados, sin saber lo que decía. [Nosotros] le ordenamos que trajera [el objeto] y [descubrí que] era un frijol pequeño. Cuando visité a muchos eruditos en Shǔ, [ Les pregunté por qué ese niño] llamaba粒; as逼, pero nadie podía explicarlo. Dije: '[Según] Sancang y Shuowen, este personaje es匕; under白; , generalmente interpretado como粒, la lectura literal común es方力反.' [lower-alpha 2] La multitud se iluminó." |
| 姐      | Han del este                                                                             | 'madre'                                                             | *tsiaB                                      | jiě            | Xu Shen - Shuowen Jiezi 蜀人呼母曰姐。 "La gente shǔ llama a las madres como 姐". |
| 師      | Tang                                                                                     | 'monje'                                                             | *ʃiɪA                                       | shī            | Du Fu — Solo, buscando flores a lo largo del río "#5" 蜀人呼僧为师，葬所为塔。 "La gente shǔ llama a los monjes como 師y llama a los lugares de entierro como 塔". |
| 塔      | Tang                                                                                     | 'lugar de enterramiento'                                            | *tʰɑpD                                      | tǎ             | Du Fu — Solo, buscando flores a lo largo del río "#5" 蜀人呼僧为师，葬所为塔。 "La gente shǔ llama a los monjes como 師y llama a los lugares de entierro como 塔". |
| 圍      | Song del Norte                                                                           | 'cielo'                                                             | *ɦʉiA                                       | weí            | Huang Tingjian —与大主簿三十三书 蜀人呼天为围。 "La gente shǔ llama al cielo como 圍". |
| 葭萌    | Han                                                                                      | 'árbol del té', también un hidrónimo antiguo y un nombre de condado | *kˠaA mˠɛŋA                                 | jiāméng        | Yang Xiong — Fangyan |

## Oradores notables
Entre los oradores más conocidos del idioma Ba-Shu se incluyen los "Tres Sūs": (三蘇, sān sū):
- Sū Shì (蘇軾), que era de Meízhōu (眉州), circuito Chéngdū (成都府路).
- Sū Zhé (蘇轍), hermano menor de Sū Shì.
- Sū Xún (蘇洵), padre de Sū Shì y Sū Zhé.